# Cathelijn Peeters
Pour les articles homonymes, voir Peeters.
Cathelijn Peeters, née le 6 novembre 1996 à Dongen, est une athlète néerlandaise spécialiste du sprint et des haies. En 2023, elle remporte la médaille d'or du 4 x 400 m aux Championnats d'Europe en salle.

## Biographie

### Vie privée
Cathelijn Peeters naît le 6 novembre 1996 à Dongen. Une de ses cousines, Silke, est également coureuse de 400 m haies. Elles participent ensemble à quatre finales des championnats des Pays-Bas et montent sur le podium ensemble à deux reprises : Cathelijn s'impose en 2020 et 2021, Silke termine 3e puis 2e,.

### Carrière
Elle commence l'athlétisme principalement par les épreuves combinées, jusqu'en 2020, sans succès majeur, et ne débute que tardivement le 400 m haies, en 2018. Elle descend pour la première fois sous la minute en 2019 pour emporter la médaille de bronze aux championnats des Pays-Bas, en 59 s 80.
Elle remporte le titre national en 2020, et le conserve en 2021 en portant son record à 58 s 17, et devance sa cousine Silke, 2e en 58 s 29.
En 2022, elle abaisse à plusieurs reprises son record personnel sur 400 m haies : 57 s 32 à Oordegem fin mai, 56 s 09 à Genève mi-juin puis 56 s 03 à Liège fin juin. Le 25 juin, elle remporte son troisième titre national consécutif, et se qualifie pour ces premiers championnats internationaux majeurs, les championnats du monde de Eugene, au sein du relais 4 x 400 m. Lors des mondiaux, le relais néerlandais en séries est disqualifié et ne peut disputer la finale.
Lors de la saison hivernale 2023, elle porte son record sur 400 m à 52 s 94 en séries des championnats nationaux à Apeldoorn, puis termine 3e de la finale en 53 s 11 dans une course marquée par le record du monde de sa compatriote Femke Bol (49 s 26). Sélectionnée pour les championnats d'Europe en salle de Glasgow avec le relais néerlandais, Cathelijn Peeters remporte avec Femke Bol, Lieke Klaver et Eveline Saalberg le titre européen en 3 min 25 s 66, record des Pays-Bas et des championnats, et le pays devient le troisième meilleur performeur de l'histoire derrière la Russie (3 min 23 s 37) et les États-Unis (3 min 23 s 85).
En plein air, sur 400 m, elle passe deux fois sous les 52 s, en 51 s 73 puis 51 s 72. Sur 400 m haies, sa saison est fulgurante : sur ses 13 courses, courses préliminaires de championnats, toutes sont meilleures que son record personnel (56 s 03) au début de la saison. Elle débute mi-mai à Vught en 55 s 98, puis à Oordegem en 55 s 44, Huelva en 54 s 65, puis Madrid en 54 s 56. Elle remporte un quatrième titre national, à Bréda en 54 s 95.
Qualifiée pour les championnats du monde de Budapest sur les haies et le relais, elle atteint les demi-finales des haies, terminant 14e en 54 s 63 puis devient, avec ses coéquipières, championne du monde du 4 x 400 m en 3 min 20 s 72, record national, devant la Jamaïque (3 min 20 s 88) et le Royaume-Uni (3 min 21 s 04). Les Néerlandaises deviennent les premières européennes championne du monde de la discipline en plein air depuis la Russie en 2005, et mettent fin au règne des Américaines, titrées en 2017, 2019 et 2022.
En 2024, elle améliore trois fois son record personnel en salle du 400 m, pour le porter à 52 s 01, et remporte une nouvelle fois la médaille de bronze aux championnats des Pays-Bas, devancée à nouveau par Femke Bol avec un record du monde (49 s 24) et Lieke Klaver. Aux championnats du monde en salle de Glasgow, les Néerlandaises remportent en grandes favorites le titre mondial en 3 min 25 s 07, record national, devant les États-Unis et le Royaume-Uni. C'est la première victoire européenne sur l'épreuve depuis le Royaume-Uni en 2012.
Elle commence sa saison estivale à Willemstad, capitale de Curaçao, État d'outre-mer néerlandais, en préparation des Relais mondiaux, sur 100 m et 400 m : elle égale son record sur la distance reine (12 s 02) puis explose son record sur 400 m en 51 s 08. Le 26 mai, elle fait sa rentrée sur les haies et bat d'ores-et-déjà son record en 54 s 32. Deux jours plus tard, à Ostrava dans des conditions météorologiques difficiles, elle améliore ce temps d'un centième, à 54 s 31.

## Palmarès

### Palmarès international
| Date | Compétition                    | Lieu      | Place | Course          | Temps                    |
| ---- | ------------------------------ | --------- | ----- | --------------- | ------------------------ |
| 2023 | Championnats d'Europe en salle | Istanbul  | 1re   | 4 x 400 m       | 3 min 25 s 66            |
| 2023 | Jeux européens                 | Chorzów   | 3e    | 400 m haies     | 54 s 97                  |
| 2023 | Championnats du monde          | Budapest  | 1re   | 4 x 400 m       | 3 min 20 s 72            |
| 2024 | Championnats du monde en salle | Glasgow   | 1re   | 4 x 400 m       | 3 min 25 s 07            |
| 2024 | Championnats d'Europe          | Rome      | 3e    | 400 m haies     | 54 s 37                  |
| 2024 | Championnats d'Europe          | Rome      | 1re   | 4 x 400 m       | 3 min 22 s 39            |
| 2024 | Jeux olympiques                | Paris     | 1re   | 4 × 400 m mixte | Participation aux séries |
| 2024 | Jeux olympiques                | Paris     | 2e    | 4 × 400 m       | 3 min 19 s 50            |
| 2025 | Championnats d'Europe en salle | Apeldoorn | 1re   | 4 x 400 m       | 3 min 24 s 34            |

### Championnats des Pays-Bas
|           |             | 2012 | 2013 | 2014 | 2015 | 2016 | 2017 | 2018 | 2019 | 2020 | 2021 | 2022 | 2023 | 2024 |
| Plein air | 400 m haies | –    | –    | –    | –    | –    | S    | –    | 3e   | 1re  | 1re  | 1re  | 1re  | –    |
| Plein air | Heptathlon  | –    | –    | –    | –    | –    | –    | –    | –    | 7e   | –    | –    | –    | –    |
| En salle  | 200 m       | –    | –    | –    | –    | –    | –    | –    | –    | –    | S    | –    | –    | –    |
| En salle  | 400 m       | –    | –    | –    | –    | –    | –    | –    | S    | S    | S    | 6e   | 3e   | 3e   |
| En salle  | Pentathlon  | –    | –    | –    | –    | –    | –    | 9e   | 13e  | –    | –    | –    | –    | –    |

## Records
| Épreuve          | Épreuve   | Marque             | Lieu       | Date            |
| ---------------- | --------- | ------------------ | ---------- | --------------- |
| 400 mètres       | Plein air | 51 s 08            | Willemstad | 28 avril 2024   |
| 400 mètres       | En salle  | 52 s 01            | Apeldoorn  | 17 février 2024 |
| 400 mètres haies | Plein air | 54 s 31            | Ostrava    | 28 mai 2024     |
| 4 x 400 m        | Plein air | 3 min 20 s 72 (RN) | Budapest   | 27 août 2023    |
| 4 x 400 m        | En salle  | 3 min 25 s 07 (RN) | Glasgow    | 3 mars 2024     |